# Суџоу
Суџоу (苏州) град је Кини у покрајини Ђангсу. Према процени из 2009. у граду је живело 1.546.947 становника.

## Становништво
Према процени, у граду је 2009. живело 1.546.947 становника.
| 1990.   | 2000.     | 2009.     |
| ------- | --------- | --------- |
| 706.459 | 1.099.450 | 1.546.947 |

## Партнерски градови
- Венеција
- Викторија
- Икеда
- Каназава
- Портланд
- Тулча
- Jeonju
- Kameoka
- Рига
- Исмаилија
- Гренобл
- Најмеген
- Хигашимурајама
- Есбјерг
- Констанц
- Таупо
- Набари
- Порто Алегре
- Џексонвил
- Рихимеки
- Taebaek
- Нови Сонч
- Кијев
- Запорожје
- Logan City
- Антананариво
- Сантијаго дел Естеро
- Виња дел Мар
- Yeongju
- Daisen
- Риза
- Santa Luċija
- Hirokawa
- Портланд
- Eiheiji
- Маругаме
- Ayabe
- Сацумасендај
- Ипатинга
- Витијер
- Брест
- Саут Ел Монти
- Grootfontein
- Tahara
- Тотори
- Rosolina
- Uchinada
- Бургоан Жалије
- Чиба
- Hwaseong
- Nago
- Леон